# Stenografi
Stenografi (af græsk στενός, snæver, sammentrængt, og γράφειν, skrive) er en kunstskrift, der er flere gange kortere end den almindelige skrift, og som ved anvendelse af tilstrækkelig mange dels vedtagne, dels frit valgte forkortelser og vilkårlige tegn kan skrives så hurtig, at den kan benyttes til ordret gengivelse af det mundtlige foredrag.
Den mindre forkortede form af stenografi kaldes korrespondance- eller kortskrift, den mere forkortede (til gengivelse af taler) debat- eller ilskrift. Den nødvendige korthed opnås ved, at stenografien benytter de enklest mulige skrifttegn, opstiller særlige regler for disses forbindelse til ord, og i reglen også anvender faststående forkortelser for en del ord og stavelser. Af det til rådighed stående materiale kan der til dannelse af stenografiske tegn benyttes enten de simpleste træk af den almindelige skrift, som da forbindes ved hjælp af bindestreger, der i de såkaldte vokalskrivende systemer får vokalbetydning, eller de simpleste geometriske elementer, punktet, den lige linje i forskellig retning, kredsen og dele af denne, der da forbindes umiddelbart. Der efter skelner man mellem skrift- eller grafiske og geometriske systemer.
De nævnte elementer kan fordeles på forskellig måde på alfabetets konsonanter og vokaler, og der kan tillægges tegnenes stilling på, over eller under linjen, deres størrelse, retning, tryk og så videre forskellig betydning. Således er der opstået mange hundrede forskellige stenografisystemer. De fleste af disse er ganske vist atter opgivne eller glemte, men dog anvendes endnu en snes forskellige stenografisystemer, som har vist deres praktiske brugbarhed og derfor har vundet en større eller mindre udbredelse, og som hver for sig har deres fortrin, men ganske vist også deres mangler. Det alment anerkendte — end sige det ideelle — system er nemlig endnu ikke fremkommet og nås måske aldrig.

## Historie
Oprindelig anvendtes stenografi særlig til ordret gengivelse af taler, men dette mål nåedes og nås kun af forholdsvis få, fagstenograferne, der må have visse anlæg i så henseende, navnlig hurtig og skarp opfattelsesevne, stor manuel færdighed og alsidig dannelse. Til dette brug er systemets korthed det vigtigste, og selv systemer, der ellers har væsentlige mangler, har vist sig at kunne gøre god fyldest på dette område. I 1900 tallet blev stenografi et vigtigt skriftsystem til lettelse af skriftlige arbejder og delvist i det daglige liv, og der blev højere krav til stenografiens nøjagtighed, letlæselighed, konsekvens og letfattelighed.
I dag er der alternativer til stenografi. Den hurtige og ordrette gengivelse fra det mundtlige til det skrevne foregår i stigende grad digitalt. F.eks. er det et tale-genkendelsesprogram, der skriver referat i Folketinget og producerer undertekster til Danmarks Radios TV programmer. Blandt de mere upræcise skrift-systemer er det i dag humørikonerne (emojierne) der ofte anvendes.

### Klassisk oldtid
Det ældste spor af stenografi findes i Grækenland. En 1883 fundet marmorindskrift fra midten af 4. århundrede f.Kr. indeholder regler for en stenografi, som adskillige tilskriver historikeren og hærføreren Xenofon, andre filosoffen Aristoteles eller statsmanden Archinos. Særlig fra det 1. århundrede f.Kr. indtil 4. århundrede e.Kr. blev stenografi under navn af "tachygrafi" (hurtigskrift) anvendt i Grækenland, blandt andet i den græske kirkes tjeneste og ved konciler. Den var en slags stavelsesskrift, det vil sige at hver stavelse blev skrevet for sig, og bogstaverne føjedes således sammen, at hver stavelse så vidt muligt blev gengivet ved ét træk.
I det sidste århundrede f.Kr. opstod hos romerne uafhængig af den græske tachygrafi en stenografi, som efter sin opfinder, Ciceros frigivne, Marcus Tullius Tiro, kaldtes tironiske noter. Plutark meddeler, at de tironiske noter blev anvendte første gang offentlig til gengivelse af en tale, Cato den yngre holdt 5. december 63 f.Kr. i anledning af den catilinariske sammensværgelse. I tiden umiddelbart før og i de første århundreder e.Kr. havde de tironiske noter en udbredelse og anvendelse, der næppe står tilbage for den praktiske anvendelse af den moderne stenografi. De benyttedes ofte til mangfoldiggørelse af bøger, ligesom berømte forfatteres og taleres åndsprodukter stenograferedes; Plinius den ældre havde for eksempel altid, også på rejser, en stenograf hos sig. Også ved retsforhandlinger og særlig i den ældre kristne kirke fandt stenografien udstrakt anvendelse. På det store koncil i Karthago (411) blev biskoppernes taler optagne af et helt stenografbureau, bestående af 8 stenografer, der afløste hverandre. Fra 10. århundrede ophører brugen af de tironiske noter.

### Middelalder og renæssance
I 12. århundrede opstiller munken John af Tilbury en stenografi, bestående af lodrette streger med tværstreger i forskellig stilling; men først 1588 udgiver lægen Timothy Bright en praktisk nogenlunde brugbar stenografi, med hvilken for eksempel Shakespeares dramaer efter en til vished grænsende sandsynlighed er optaget under opførelserne, for derefter at udgives i de såkaldte rovtryk. Den bestod af faststående tegn for 556 ord, hvis antal yderligere kunne forøges efter visse regler. 1602 udkommer John Willis' stenografi på geometrisk grundlag. Denne oplever indtil 1647 14 oplag. 1741 tager John Byrom patent på en stenografi, baseret på samme principper som de moderne systemer: så vidt muligt tegnlighed, hvor der er lydlighed. Byrom oprettede den første stenografiske forening 1726.

### Nyere tid

#### Engelsk
Den simpleste og korteste stenografi, der er opstillet, turde være Samuel Taylors, der udkom 1786 og er overført på de fleste kultursprog. Den benyttes endnu af fagstenografer. På grundlag af dette system udgav Isaac Pitman 1840 sin Phonography, der nu er det mest udbredte af alle eksisterende stenografisystemer og med en del varianter — af hvilke Grahams system er meget anvendt i Nordamerika — har været så godt som enerådende overalt på jordkloden, hvor det engelske sprog tales, indtil det i senere tid er blevet stærkt trængt, måske endog overfløjet, i Nordamerika af John R. Greggs 1888 udgivne Shorthand.

#### Fransk
Også i Frankrig er de geometriske systemer næsten eneherskende. Det første system, som her fik praktisk betydning, var Coulon de Thévenots (1782 og 1786), som ved at skrive vokalerne sammen med konsonanterne blev forbilledet for de senere franske systemer. Heldigere med sit tegnvalg var dog Conen de Prépéan (1813), hvis system simplificeredes 1822 af Aimé Paris. 1884 føjede senatsrevisor Prosper Guénin en forkortelseslære til Aimé Paris' oprindelige uforkortede system. I denne form repræsenteres systemet af Société de sténographie Aimé Paris med Revue de sténographie som organ.
Taylors system overførtes 1792 på fransk af Pierre Bertin. Dette system ændredes 1827 af Hippolyte Prévost, mangeårig chef for det franske kammers stenografbureau, hvis system yderligere forbedredes af senatsrevisor Albert Delaunay 1878. Prévost-Délaunays system benyttes af de fleste franske fagstenografer. Det har ikke forskellige trin, men kun én skriftform, degré rapide. Dets organer er Association sténographique unitaire og tidsskriftet L'unité sténographique. Émile Duployés system (1867), der er yderst simpelt, er dog det mest udbredte, særlig i det daglige liv og i skolerne i Frankrig og i de fransktalende lande. Dets organer er Institut Sténographique de France og tidsskriftet Le Sténographe illustre.

#### Italiensk og spansk
I Italien anvendes geometriske systemer på Taylors grundlag (Amanti 1809, Delpino 1819 med senere forbedringer), Gabelsbergers i Noës overførelse (1863), Pitmans i Francinis overførelse (1883), Meschinis halvkursive stenografia nazionale (1911) og andre. I Spanien, Mellemamerika og det spansktalende Sydamerika er det Martís vellykkede bearbejdelse (1802) af Coulon Thévenot’s system og dette systems forbedringer, der har fundet den største anvendelse.

#### Tysk
I Tyskland udgav 1678 Ramsay et system, 1796 kom Mosengeils og 1797 Horstigs — alle efter engelsk mønster. 1834 udkom Gabelsbergers stenografi. Dette er det første skriftsystem, der finder indgang, og det grafiske princip har derefter fuldstændig fortrængt de geometriske systemer fra de tysktalende lande og Skandinavien. Allerede 1839 oprettedes i Dresden et kongelig stenografisk institut (senere Stenographisches Landesamt), som indtil 1925 arbejdede for Gabelsbergers stenografi, men deredter har virket for den tyske Einheitskurzschrift. 1854 indførtes Gabelsbergers stenografi med udelukkelse af alle andre systemer som undervisningsfag i seminarierne og de højere skoler i Bayern, 1870 i Østrig og 1873 i Sachsen. I disse lande blev dette system derfor så godt som det eneste, der benyttedes. Gabelsbergers system overførtes til de fleste europæiske sprog og benyttedes som referentstenografi i mange parlamenter, dels udelukkende, dels ved siden af andre systemer.
Det system, Gabelsberger udgav, var genialt; det indeholdt en mangfoldighed af måder at betegne vokalerne på, snart ved forandring i konsonanternes form, snart ved forskydning af deres stilling til hinanden, snart i forlyden, snart i baglyden, undertiden på et helt andet sted, end hvor vokalen lyder, eller den udelades fuldstændig, ligesom adskillige konsonanter udelades i nogle ord, medens de skrives i andre. 1857 revideredes Gabelsbergers system første gang (ved Dresdenbeslutningerne), 1895 ændredes den anden gang (ved Wienbeslutningerne). 1902 spaltedes den gabelsbergerske stenografi i to systemer, idet et flertal af systemets tilhængere i Berlin vedtog nye, gennemgribende forandringer, medens et mindretal — hvoriblandt særlig østrigerne — holdt på den ældre form. 1921 fandt dog atter en sammensmeltning sted.
1841 udgav Stolze en stenografi, særlig med det mål for øje, at den skulle kunne blive almindelig brugsskrift. Dette system vandt stor udbredelse, særlig i Nordtyskland, indtil det 1897 gik op i Einigungssystem Stolze—Schrey. Det benyttedes dog længe i den preussiske Landdag og den tyske Rigsdag i en af Steinbrink ændret form, samt i flere andre parlamenter. Af andre systemer, der følger de af Gabelsberger og Stolze angivne principper, må nævnes Faulmanns Phonographie (1875) i Østrig, Lehmanns Stenotachygraphie (1875), og frem for alt Schreys 1887. Sidstnævnte stenografis tilhængere enedes 1897 med største delen af stolzeanerne om et fællessystem, Vereinfachte deutsche Stenographie, der blev enerådende i det tysktalende Schweiz og det mest udbredte i Nordtyskland; det er overført på mange andre sprog og anvendes dels udelukkende, dels ved siden af andre systemer i en række parlamentariske forsamlinger.
1850 udgav Arends en stenografi, der gik en ny vej, idet han skriver vokalerne udtrykkelig. Andre vokalskrivende systemer er udgivne blandt andet af Roller 1875, Brauns 1888, brødrene Kunowski 1893, Scheithauer 1896. 1898 sluttede en del af de vokalskrivende systemer sig sammen om Kunowskis Nationalstenographie, der er yderst simpel og let at lære; den har den ejendommelighed, at vokalerne betegnes ved nedstreger, der alle ender lige, medens konsonanterne betegnes ved opstreger, der til dels begynder med buer, som da sammensmeltes med den forudgående vokals slutningstræk. Fra 1906—24 blev der ført forhandlinger mellem repræsentanter for de forskellige (i alt 11) tyske stenografiskoler, i de senere år under forsæde af en repræsentant for rigsregeringen.
1918 enedes vedkommende udvalg om to systemudkast, et flertalsudkast med Stolze-Schreysk r og væsentlig Stolze-Schreysk konsonantbetegnelse, og et mindretalsudkast med Gabelsbergersk r og deraf følgende væsentlig Gabelbergersk konsonantbetegnelse, begge udkast dog med nærmest Stolze-Schreysk vokalisation. Efter at disse udkast 1922 var blevet yderligere gennemarbejdet, vedtog det tyske rigsdagsflertal maj 1925 — under protest fra samtlige stenografiskoler med undtagelse af den Gabelsbergerske — at det sidstnævnte udkast skulle indføres som enhedssystem i alle tyske stater, og der måtte derefter kun undervises i dette system i skolerne. Gabelsbergerforbundet vedtog på sin kongres i München august 1925 med overvældende flertal herefter at arbejde for udbredelsen af dette nye system. Samtlige øvrige stenografiskoler med Stolze-Schreys og Nationalstenographie i spidsen afviste derimod rigsenhedssystemet, der i steden for at burde betyde et fremskridt ifølge dem stod langt tilbage for flere af de andre systemer både i tydelighed og i enkelhed.

#### Hollandsk
I Holland bruges både geometriske og skriftsystemer. Sommerhausen-Stegers geometriske system på Aimé Paris' grundlag var fra 1852—1907 det eneste, der brugtes i det hollandske parlaments stenografbureau; de Haans overførelse af Pitman (1886) og andre geometriske systemer fik kun ringe udbredelse. De nyere skriftsystemer (overførelser af Stolzes ved Wéry 1889, af Scheithauers ved Riënts Balf 1897 og Pont 1904 samt særlig A.W. Grootes originale system fra 1899) blev senere de mest anvendte. I andre — her ikke nævnte — lande uden for Skandinavien har der indtil nyere tid ikke været noget udpræget stenografisk liv. I 1900-tallets begyndelse var der dog også i de slaviske lande fremvokset en levende interesse for stenografi gennem forskellige der offentliggjorte systemer. Den kraftigste fremgang havde Herout Mikuliks tchekkoslovakiske skriftsystem fået, der 1921 blev prisbelønnet i en konkurrence om det bedste stenografisystem, som regeringen 1920 udskrev.

#### Svensk
Sverige er det land, i hvilket stenografi allerførst anvendtes til rigsdagsprotokoller, idet Johan Swan fra 1671—88 stenograferede rigsrådsforhandlingerne. I 1825 udkom Silfverstolpes og Hiertas stenografi, 1847 Götreks; alle disse var geometriske ligesom Taubes 1852. Senere overførtes Gabelsbergers og 1880 Arends' stenografi på svensk. 1889 fremkom Wilhelm Brauns med sit til broderen Julius Brauns' tyske svarende system. 1892 udgav O.W. Melin en stenografi, som simpelt hen sammenføjer bogstaverne uden særlige regler og således er det letteste af de svenske systemer. Det vandt meget hurtigt stor udbredelse der, og var navnlig undervisningsfag i praktisk taget alle svenske handelsskoler. I Rigsdagen blev såvel Arends', Gabelsbergers som Melins system anvendt, desuden også Hugo Reuters højst originale, men kun lidet udbredte, vokalskrivende svenske system.

#### Norsk
I Norge udarbejdede Paludan 1852 på grundlag af de i Sverige brugte systemer et geometrisk system, afpasset efter det norske sprog. I den danske grundlovgivende Rigsforsamling fungerede den norske stenograf Paludan og nogle af hans elever, af hvilke enkelte var ansatte i Rigsdagen i en lang årrække. Siden 1857 er der leveret stenografiske referater af Stortingets forhandlinger. De første Stortingsstenografer var uddannede af Paludan efter det af ham udarbejdede system. Men 1868 indførte Cappelen Gabelsbergers system i en form, der på grundlag af den af Dessau for dansk foretagne bearbejdelse var afpasset efter det norske sprog, og som 1909 blev forbedret af Paulsen.

#### Dansk
I Danmark offentliggjorde P.E. Rasmussen 1812 en Dansk Kortskrivning, der dog nok lige så lidt som sønderjyden P. Chr. Kochs stenografi (1848) eller Alfred Fichs overførelse af Bertins system (1850) fik praktisk betydning. 1849 indførtes Gabelsbergers system i Danmark og i Rigsdagen af Dessau, og dette system var enerådende indtil 1892—93, i hvilke år der udkom overførelser af Arends' system (af Shàrengrad) og Duployés system (af Brandt), som dog ingen udbredelse fandt, hvorimod Alfred Worms' Letfattelig dansk Stenografi, der blev udgivet samme år på grundlag af Schreys system snart vandt mange tilhængere. 1908 gennemførte Det danske Gabelsberger-Stenograf-Selskab under Ledelse af Chr. Christiansen og P.K. Stibolt en gennemgribende ændring af Gabelsbergers system, og denne reviderede form blev siden praktisk talt alle vegne anerkendt.